# Viñales (Cuba)
Viñales é um município de Cuba pertencente à província de Pinar del Río. 